# Пятидесятнические ассамблеи мира
Пятидесятнические ассамблеи мира (Pentecostal Assemblies of the World, PAW) — христианская пятидесятническая церковь, базирующаяся в США. Считается старейшей деноминацией, относящейся к пятидесятникам-унитариям. В 2006 году церковь объединяла 1750 общин и 1,3 млн прихожан.
Штаб-квартира организации расположена в Индианаполисе (штат Индиана).

## История
История движения восходит к общине Дж. Фрейзи, основанной в 1906 году в Лос-Анджелесе в результате пробуждения на Азуза-стрит. Считается, что община крестила новых членов «во имя Иисуса». Новый импульс движению пятидесятников-единственников придал Гартфильд Томас Хейфуд (1880—1931) — афроамериканский служитель крупной церкви Индианаполиса. В 1916 году с его активным участием были организованы Пятидесятнические ассамблеи мира, а через два года в организацию вступили Апостольские ассамблеи Фрейзи. Первоначально, общины нового союза были смешанными, однако в 1924 году белые лидеры, под давлением законов Джима Кроу, вышли из союза. Впоследствии ими была создана Объединенная пятидесятническая церковь.
В 1932 году начальствующим епископом Пятидесятнических ассамблей мира стал Самюэль Джошуа Граймс, управлявший церковью 35 лет. При нём церковь пережила значительный рост.
Миссионерами пятидесятнических ассамблей мира были созданы более 1000 общин в Нигерии, Либерии, Гане, Ямайке, Германии, Великобритания, Индия, ряде островов Карибского бассейна и Океании.
Высшим богословским учреждением церкви является библейский колледж в Индианаполисе.

## Вероучение и практика
Придерживаясь основных протестантских доктрин, Пятидесятнические ассамблеи мира отрицаю учение о Троице, заменяя его одной из формой модализма. Новых членов церковь крестит «во имя Иисуса Христа», а не «во имя Отца и Сына и Духа Святого».

В августе 2010 году председательствующим епископом братства стал Чарльз Эллис III. Детройтская мегацерковь Элисса «Храм великой благодати» в конце 2008 года привлекла внимание мировых СМИ богослужением «за спасение американского автопрома», когда на церковной сцене были припаркованы три внедорожника.